# Przylądek
Przylądek ist ein Ort in der polnischen Woiwodschaft Ermland-Masuren. Er gehört zur Gmina Ostróda (Landgemeinde Osterode in Ostpreußen) im Powiat Ostródzki (Kreis Osterode in Ostpreußen).
Die Waldsiedlung (polnisch Osada leśna) Przylądek liegt unmittelbar an der Grenze zur Stadt Ostróda (Osterode in Ostpreußen) im Westen der Woiwodschaft Ermland-Masuren. Bis zum Zentrum der Kreisstadt sind es zwei Kilometer.
Über die Geschichte des Ortes liegen keine Belege vor, auch nicht in Beantwortung der Frage, ob er vor 1945 eine deutsche Namensform trug. Heute umfasst die Siedlung lediglich wenige Gebäude. Sie ist eine Ortschaft der Landgemeinde Ostróda im Powiat Ostródzki (Kreis Osterode in Ostpreußen), bis 1998 der Woiwodschaft Olsztyn, seither der Woiwodschaft Ermland-Masuren zugehörig.
Kirchlich gehört Przylądek sowohl evangelischer- als auch katholischerseits zur Stadt Ostróda.
Die Waldsiedlung Przylądek liegt verkehrsgünstig an der bedeutenden Landesstraße 16 (ehemalige deutscher Reichsstraße 127) vor den Toren der Kreisstadt. Diese bietet auch die nächste Bahnstation an der Bahnstrecke Toruń–Tschernjachowsk.